# Esteatonecrose
A esteatonecrose (necrose gordurosa) é um tipo especial de necrose que ocorre quando há o extravasamento de enzimas lipolíticas para o tecido adiposo, o que leva à digestão (liquefação) da membrana de adipócitos e quebra das ligações estericas dos triglicéridos, liberando assim ácidos graxos livres. Estes ácidos graxos se combinam com íons Ca++ (reação de saponificação) e formam áreas esbranquiçadas no tecido adiposo. Esta necrose é vista em casos de pancreatite aguda nos quais as lipases ativadas extravasam os ácinos pancreáticos e caem no parênquima pancreático e na cavidade peritoneal.